# سيمون فليتشير
سيمون فليتشير (بالإنجليزية: Simon Fletcher)‏ هو لاعب كرة قدم أمريكية أمريكي، ولد في 18 فبراير 1962 في باي سيتي في الولايات المتحدة.

## وصلات خارجية
- سيمون فليتشير على موقع مرجع كرة القدم المحترفة.كوم (الإنجليزية)
- سيمون فليتشير على موقع IMDb (الإنجليزية)